# Réseau routier des Hautes-Pyrénées
Sont ici présentés l'histoire, les caractéristiques et les événements significatifs ayant marqué le réseau routier du département des Hautes-Pyrénées en France.
Au 31 décembre 2017, la longueur totale du réseau routier du département des Hautes-Pyrénées est de 6 666 kilomètres, se répartissant en 57 kilomètres d'autoroutes, 43 kilomètres de routes nationales, 2 940 kilomètres de routes départementales et 3 626 kilomètres de voies communales.

## Histoire

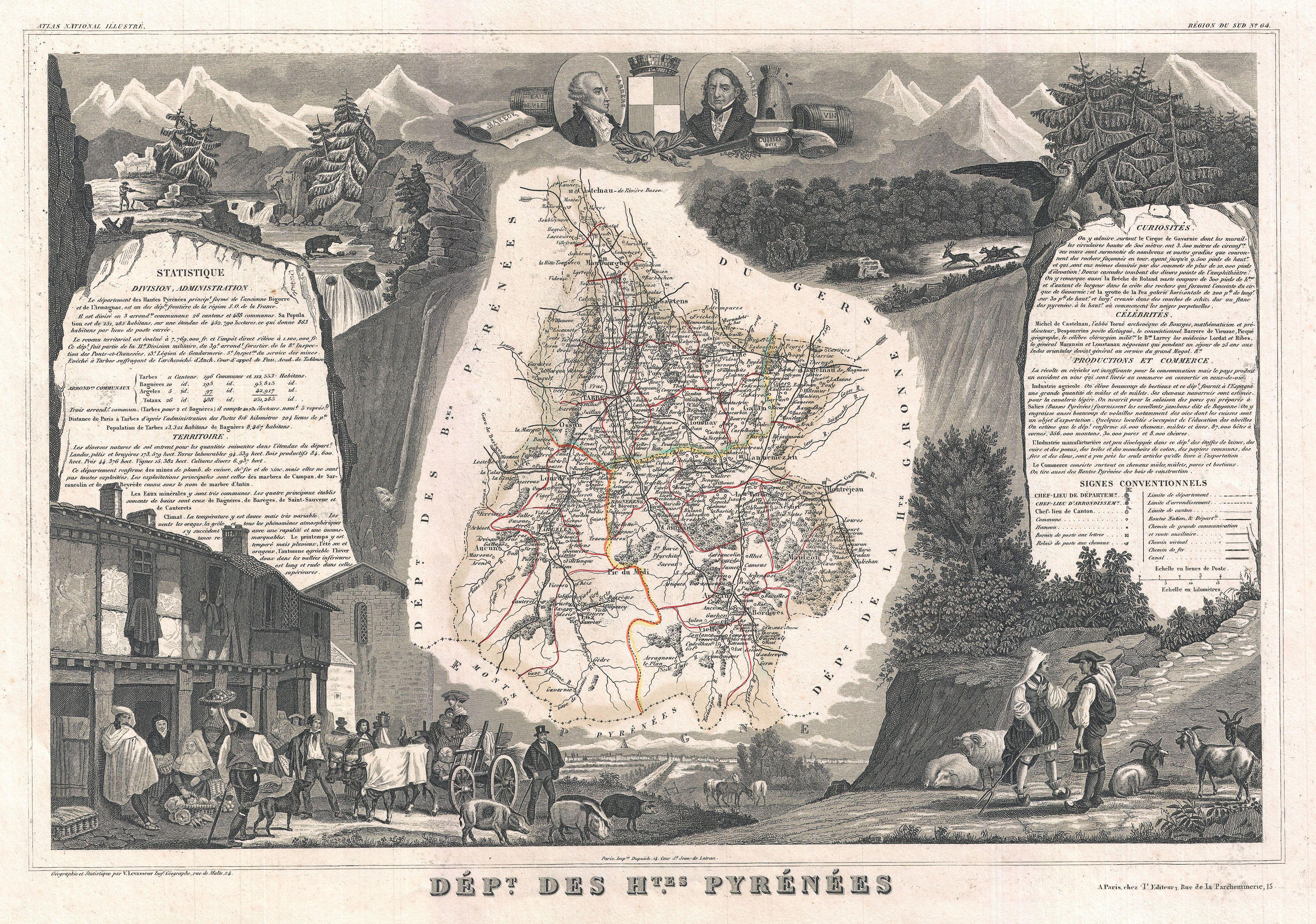
Carte Levasseur du département des Hautes-Pyrénées (1852)

### XVIIIesiècle
De 1750 à 1784, l’ensemble du réseau routier est pour la première fois cartographié à grande échelle (au 86400e) et de manière complète par Cassini de Thury, à la demande de Louis XV. Ces cartes sont d’une grande richesse toponymique, mais d’une grande pauvreté quant à la figuration du relief et de l’altimétrie. De même les chemins secondaires sont rarement représentés, du fait d’une part de leur état médiocre, d’autre part de leur faible importance économique.

### XIXesiècle
L’Atlas national illustré réalisé par Victor Levasseur est un précieux témoignage du XIXe siècle, les cartes coloriées à la main sont entourées de gravures indiquant statistiques, notes historiques et illustrations caractéristiques des départements. Sur ces cartes sont représentées les routes, voies ferrées et voies d'eau. Par ailleurs, les départements sont divisés en arrondissements, cantons et communes.

### XXesiècle

#### Réforme de 1930
Devant l'état très dégradé du réseau routier au lendemain de la Première Guerre mondiale et l'explosion de l'industrie automobile, l'État, constatant l'incapacité des collectivités territoriales à remettre en état le réseau routier pour répondre aux attentes des usagers, décide d'en prendre en charge une partie. L'article 146 de la loi de finances du 16 avril 1930 prévoit ainsi le classement d'une longueur de l'ordre de 40 000 kilomètres de routes départementales dans le domaine public routier national.
En ce qui concerne le département des Hautes-Pyrénées, ce classement devient effectif à la suite du décret du 28 décembre 1930.

#### Réforme de 1972
En 1972, un mouvement inverse est décidé par l'État. La loi de finances du 29 décembre 1971 prévoit le transfert dans la voirie départementale de près de 53 000 kilomètres de routes nationales. Le but poursuivi est :
- d'obtenir une meilleure responsabilité entre l'État et les collectivités locales en fonction de l'intérêt économique des différents réseaux,
- de permettre à l'État de concentrer ses efforts sur les principales liaisons d'intérêt national,
- d'accroître les responsabilités des assemblées départementales dans le sens de la décentralisation souhaitée par le gouvernement,
- d'assurer une meilleure gestion et une meilleure programmation de l'ensemble des voies.

Le transfert s'est opéré par vagues et par l'intermédiaire de plusieurs décrets publiés au Journal officiel. Après concertation, la très grande majorité des départements a accepté le transfert qui s'est opéré dès 1972. En ce qui concerne le département des Hautes-Pyrénées, le transfert est acté avec un arrêté interministériel publié au journal officiel le 28 décembre 1974.

### XXIesiècle

#### Réforme de 2005
Une nouvelle vague de transferts de routes nationales vers les départements intervient avec la loi du 13 août 2004 relative aux libertés et responsabilités locales, un des actes législatifs entrant dans le cadre des actes II de la décentralisation où un grand nombre de compétences de l'État ont été transférées aux collectivités locales. Dans le domaine des transports, certaines parties des routes nationales sont transférées aux départements et, pour une infime partie, aux communes (les routes n'assurant des liaisons d'intérêt départemental).
Le décret en Conseil d’État définissant le domaine routier national prévoit ainsi que l’État conserve la propriété de 8 000 kilomètres d’autoroutes concédées et de 11 800 kilomètres de routes nationales et autoroutes non concédées et qu'il cède aux départements un réseau de 18 000 kilomètres.
Dans le département des Hautes-Pyrénées, le transfert est décidé par arrêté préfectoral signé le 9 septembre 2005. 74 kilomètres de routes nationales sont déclassées. La longueur du réseau routier national dans le département passe ainsi de 117 kilomètres en 2004 à 44 en 2006 pendant que celle du réseau départemental s'accroît de 2 793 à 2 876 kilomètres.

## Caractéristiques

### Consistance du réseau
Le réseau routier comprend cinq catégories de voies : les autoroutes et routes nationales appartenant au domaine public routier national et gérées par l'État, les routes départementales appartenant au domaine public routier départemental et gérées par le Conseil général des Hautes-Pyrénées et les voies communales et chemins ruraux appartenant respectivement aux domaines public et privé des communes et gérées par les municipalités. Le linéaire de routes par catégories peut évoluer avec la création de routes nouvelles ou par transferts de domanialité entre catégories par classement ou déclassement, lorsque les fonctionnalités de la route ne correspondent plus à celle attendues d'une route de la catégorie dans laquelle elle est classée. Ces transferts peuvent aussi résulter d'une démarche globale de transfert de compétences d'une collectivité vers une autre.
Au 31 décembre 2015, la longueur totale du réseau routier du département des Hautes-Pyrénées est de 6 438 kilomètres, se répartissant en 57 kilomètres d'autoroutes, 43 kilomètres de routes nationales, 2 883 kilomètres de routes départementales et 3 455 kilomètres de voies communales.
Il occupe ainsi le 82e rang au niveau national sur les 96 départements métropolitains quant à sa longueur et le 79e quant à sa densité avec 1,4 kilomètre par kilomètre carré de territoire.
Trois grandes réformes ont contribué à faire évoluer notablement cette répartition : 1930, 1972 et 2005.
L'évolution du réseau routier entre 2002 et 2015 est donnée dans le tableau ci-après.
| Catégorie de route     | 2002  | 2003  | 2004  | 2005  | 2006  | 2007  | 2008  | 2009  | 2010  | 2011  | 2012  | 2013  | 2014  | 2015  | 2016  | 2017  |
| ---------------------- | ----- | ----- | ----- | ----- | ----- | ----- | ----- | ----- | ----- | ----- | ----- | ----- | ----- | ----- | ----- | ----- |
| Autoroutes             | 57    | 57    | 57    | 57    | 57    | 57    | 57    | 57    | 57    | 57    | 57    | 57    | 57    | 57    | 57    | 57    |
| Routes nationales      | 117   | 117   | 117   | 44    | 44    | 45    | 43    | 43    | 43    | 43    | 43    | 43    | 43    | 43    | 43    | 43    |
| Routes départementales | 2 793 | 2 794 | 2 793 | 2 788 | 2 876 | 2 876 | 2 876 | 2 876 | 2 876 | 2 883 | 2 921 | 2 929 | 2 938 | 2 940 | 2 942 | 2 940 |
| Voies communales       | 3 158 | 3 160 | 3 169 | 3 180 | 3 197 | 3 299 | 3 299 | 3 420 | 3 455 | 3 455 | 3 576 | 3 591 | 3 591 | 3 612 | 3 616 | 3 626 |
| TOTAL                  | 6 125 | 6 128 | 6 136 | 6 069 | 6 174 | 6 277 | 6 275 | 6 396 | 6 431 | 6 438 | 6 597 | 6 620 | 6 629 | 6 652 | 6 658 | 6 666 |

### Autoroute
Le département est traversé par l'Autoroute A64, elle traverse le département d'ouest en est, de Luquet limitrophe avec les Pyrénées-Atlantiques  à Mazères-de-Neste limitrophe avec la Haute-Garonne :
- 12 Tarbes-ouest : Lourdes, Tarbes, Argelès-Gazost, Vic-en-Bigorre, Aéroport Tarbes-Lourdes-Pyrénées
- 13 Tarbes-est :  Lourdes, Auch, Tarbes, Trie-sur-Baïse, Argelès-Gazost
  -  Aire de repos des Bordes (dans les deux sens) à Bordes
- 14 Tournay: Bagnères-de-Bigorre, Tournay
- 15 Capvern : Capvern
  -  Aires de repos des Bandouliers (sens  Bayonne-Toulouse),  du Lac Saint-Martin (sens Toulouse-Bayonne) à Capvern
- 16 Lannemezan :  Arreau, Lannemezan
  -  Aire de repos du Pic-du-Midi (dans les deux sens) à Saint-Laurent-de-Neste

### Routes nationales
Depuis la réorganisation du réseau routier en 2006, les routes nationales se limitent aujourd'hui à la portion congrue :
- N 21, de Lourdes au département du Gers, sur 43 km en traversant l'agglomération Tarbaise.

### Routes départementales

#### Anciennes Nationales
- D921, ancien tronçon de la N 21 déclassé en 1972 (dont la partie de la route des gorges de Luz).
- D921a, ancien tronçon de la N 21 déclassé à la suite de la création de la 2x2 contournant Juillan.
- D921b, ancien tronçon de la N 21 déclassé à la suite de la création de la 2x2 entre Lourdes et Argelès-Gazost elle même déclassée par la suite (voir ci-dessous).
- D821, ancien tronçon de la N 21 déclassé en 2007 entre Lourdes et Argelès-Gazost.
- D920, ancienne N 21c déclassée en 1972, relie Soulom au Pont d'Espagne.
- D922, ancienne N 21d déclassée en 1972, relie Gèdre à Héas.
- D618, ancienne N 618 déclassée en 1972, relie Arreau au Col de Peyresourde.
- D632, ancienne N 632 déclassée en 1972, relie Tarbes à Thermes-Magnoac.
- D817, ancien tronçon de la N 117 déclassé en 2005.
 Elle traverse le département d'ouest en est, quasi en parallèle de l'A64 hormis l'agglomération Tarbaise et Lannemezan.
- D825, ancienne N 125 déclassée en 1972, relie Loures-Barousse à Saléchan.
- D918, ancienne N 618 déclassée en 1972, relie le Col d'Aubisque  commune d'Arbéost au Col de Peyresourde commune de Loudervielle en passant par Argelès-Gazost, Luz-Saint-Sauveur, Col du Tourmalet, Col d'Aspin et Arreau.
- D925, ancienne N 125a déclassée en 1972, relie Sarp à Ferrère en direction du Port de Balès.
- D924, ancienne N 125b  déclassée en 1972, relie Mauléon-Barousse à Saléchan.
- D929, ancienne N 129  déclassée en 1972, relie Castelnau-Magnoac à Lac de Cap-de-Long.
- D935, ancienne N 135 déclassée, relie Castelnau-Rivière-Basse limitrophe avec le Gers à Sainte-Marie de Campan.
- D934, ancienne N 135a  déclassée en 1972, relie Vic-en-Bigorre à Rabastens-de-Bigorre.
- D936, ancienne N 636 déclassée en 1972, relie Ossun à Juillan.
- D937, ancienne N 637 déclassée en 1972, relie Saint-Pé-de-Bigorre à Montgaillard.
- D938, ancienne N 638 déclassée en 1972, relie Bagnères-de-Bigorre à Saint-Paul, limitrophe avec la Haute-Garonne.
- D939, ancienne N 639 déclassée en 1972, relie Trie-sur-Baïse à La Barthe-de-Neste.
- D940, ancienne N 640 déclassée en 1972, relie Lamarque-Pontacq à Lourdes.
- D943, ancienne N 643  déclassée en 1972, relie Vidouze à Auriébat.

#### Secondaire
| Numéros       | Dessertes                                        | Parcours |
| ------------- | ------------------------------------------------ | --- |
| D 1 15,9 km   | Castelvieilh ↔ Vidou                             | - Castelvieilh - Cabanac - Aubarède - Mun - Luby-Betmont - Villembits - Vidou |
| D 2 31,4 km   | Oroix ↔ Chelle-Debat                             | - Oroix - Pintac - Bordères-sur-l'Échez - Bours - Orleix - Sabalos - Louit - Bouilh-Péreuilh - Marseillan - Chelle-Debat |
| D 3 28,3 km   | Peyrouse ↔ Vielle-Adour                          | - Peyrouse - Lourdes - Poueyferré - Loubajac - Bartrès - Adé - Bénac - Layrisse - Visker - Hiis - Vielle-Adour |
| D 4 25,5 km   | Vidouze ↔ Sénac                                  | - Vidouze - Larreule - Caixon - Nouilhan - Vic-en-Bigorre - Camalès - Bazillac - Escondeaux - Lacassagne - Sénac |
| D 5 50,4 km   | Bagnères-de-Bigorre ↔ Labatut-Rivière            | - Bagnères-de-Bigorre - Hauban - Orignac - Luc - Oueilloux - Fréchou-Fréchet - Mascaras - Angos - Calavante - Lespouey - Lansac - Laslades - Souyeaux - Hourc - Pouyastruc - Collongues - Louit - Soréac - Castéra-Lou - Lescurry - Lacassagne - Rabastens-de-Bigorre - Barbachen - Monfaucon - Sauveterre - Auriébat - Labatut-Rivière                                                        |
| D 6 38,1 km   | Vic-en-Bigorre ↔ Trie-sur-Baïse                  | - Vic-en-Bigorre - Artagnan - Liac - Ségalas - Rabastens-de-Bigorre - Mingot - Sénac - Saint-Sever-de-Rustan - Bouilh-Devant - Antin - Lapeyre - Trie-sur-Baïse |
| D 7 64,9 km   | Gazost ↔ Maubourguet                             | - Gazost - Juncalas - Cheust - Sere-Lanso - Arrodets-ez-Angles - Les Angles - Arcizac-ez-Angles - Lézignan - Bourréac - Paréac - Orincles - Bénac - Louey - Juillan - Ibos - Tarbes - Bordères-sur-l'Échez - Oursbelille - Lagarde - Siarrouy - Talazac - Saint-Lézer - Vic-en-Bigorre - Caixon - Nouilhan - Larreule - Maubourguet                                                            |
| D 8 64 km     | Campan ↔ Labatut-Rivière                         | - Campan - Asté - Gerde - Bagnères-de-Bigorre - Pouzac - Ordizan - Antist - Montgaillard - Vielle-Adour - Bernac-Dessus - Arcizac-Adour - Bernac-Debat - Salles-Adour - Soues - Séméac - Aureilhan - Bours - Aurensan - Sarniguet - Tostat - Ugnouas - Bazillac - Sarriac-Bigorre - Liac - Gensac - Lafitole - Maubourguet - Estirac - Labatut-Rivière                                         |
| D 9 21,4 km   | Arné ↔ Guizerix                                  | - Arné - Monléon-Magnoac - Aries-Espénan - Cizos - Castelnau-Magnoac - Peyret-Saint-André - Larroque - Puntous - Guizerix |
| D 10 30,9 km  | Escala ↔ Guizerix                                | - Escala - Lannemezan - Clarens - Galez - Galan - Tournous-Devant - Campuzan - Hachan - Puntous - Guizerix |
| D 11 34,2 km  | Capvern ↔ Estampures                             | - Capvern - Lutilhous - Bégole - Burg - Tournay - Bernadets-Dessus - Orieux - Sère-Rustaing - Lamarque-Rustaing - Luby-Betmont - Lubret-Saint-Luc - Antin - Mazerolles - Estampures |
| D 12 21,4 km  | Chèze ↔ Grust                                    | - Chèze - Saligos - Esquièze-Sère - Sassis - Luz-Saint-Sauveur - Sazos - Grust |
| D 13 34 km    | Lourdes ↔ Gaillagos                              | - Lourdes - Ségus - Omex - Ossen - Aspin-en-Lavedan - Lugagnan - Ger - Geu - Boô-Silhen - Ayros-Arbouix - Préchac - Beaucens - Pierrefitte-Nestalas - Saint-Savin - Arcizans-Avant - Arras-en-Lavedan - Sireix - Bun - Aucun - Gaillagos |
| D 14 39,7 km  | Esparros ↔ Saint-Sever-de-Rustan                 | - Esparros - Lomné - Espèche - Avezac-Prat-Lahitte - Tilhouse - Benqué-Molère - Bourg-de-Bigorre - Bonnemazon - Mauvezin - Gourgue - Ricaud - Ozon - Bordes - Sinzos - Moulédous - Goudon - Cabanac - Chelle-Debat - Laméac - Saint-Sever-de-Rustan |
| D 15 8,45 km  | Juillan ↔ Barbazan-Debat                         | - Juillan - Odos - Laloubère - Horgues - Salles-Adour - Barbazan-Debat |
| D 16 14,41 km | Ossun ↔ Salles-Adour                             | - Ossun - Lanne - Bénac - Lanne - Hibarette - Saint-Martin - Momères - Bernac-Debat - Allier - Salles-Adour |
| D 17 45,5 km  | Laborde ↔ Bernadets-Debat                        | - Laborde - Lomné - Avezac-Prat-Lahitte - La Barthe-de-Neste - Lannemezan - Campistrous - Houeydets - Castelbajac - Montastruc - Bonnefont - Lustar - Tournous-Darré - Vidou - Trie-sur-Baïse - Fontrailles - Bernadets-Debat |
| D 18 21,84 km | Germs-sur-l'Oussouet ↔ Saint-Martin              | - Germs-sur-l'Oussouet - Neuilh - Astugue - Loucrup - Visker - Arcizac-Adour - Saint-Martin |
| D 19 25,58 km | Ardengost ↔ Saint-Lary-Soulan                    | - Ardengost - Pailhac - Fréchet-Aure - Arreau - Cadéac - Grézian - Bazus-Aure - Guchan - Vielle-Aure - Saint-Lary-Soulan - Tramezaïgues - Saint-Lary-Soulan |
| D 20 21,32 km | Cieutat ↔ Aubarède                               | - Cieutat - Ozon - Tournay - Peyraube - Bordes - Clarac - Goudon - Thuy - Aubarède |
| D 21 48,6 km  | Séméac ↔ Sariac-Magnoac                          | - Séméac - Sarrouilles - Laslades - Coussan - Goudon - Peyriguère - Orieux - Sère-Rustaing - Bugard - Bonnefont - Sentous - Libaros - Campuzan - Hachan - Barthe - Organ - Castelnau-Magnoac - Sariac-Magnoac |
| D 22 13,68 km | Sost ↔ Izaourt                                   | - Sost - Esbareich - Mauléon-Barousse - Thèbe - Troubat - Samuran - Ilheu - Anla - Izaourt |
| D 23 20,48 km | Tajan ↔ Guizerix                                 | - Tajan - Recurt - Sabarros - Vieuzos - Betpouy - Barthe - Puntous - Larroque - Guizerix |
| D 24 23,29 km | Bizous ↔ Bazordan                                | - Bizous - Tuzaguet - Cantaous - Pinas - Uglas - Arné - Monléon-Magnoac - Bazordan |
| D 25 32,1 km  | Saint-Lary-Soulan ↔ Cazaux-Fréchet-Anéran-Camors | - Saint-Lary-Soulan - Sailhan - Estensan - Bourisp - Camparan - Guchan - Bazus-Aure - Grézian - Gouaux - Lançon - Bordères-Louron - Avajan - Vielle-Louron - Adervielle-Pouchergues - Génos - Loudenvielle - Estarvielle - Cazaux-Fréchet-Anéran-Camors |
| D 26 78,2 km  | Lugagnan ↔ Izaourt                               | - Lugagnan - Saint-Créac - Juncalas - Arrodets-ez-Angles - Ossun-ez-Angles - Neuilh - Astugue - Trébons - Pouzac - Bagnères-de-Bigorre - Uzer - Bettes - Esconnets - Fréchendets - Escots - Asque - Bulan - Arrodets - Laborde - Esparros - Labastide - Hèches - Bazus-Neste - Saint-Arroman - Montoussé - Bizous - Anères - Nestier - Montégut - Aventignan - Tibiran-Jaunac - Sarp - Izaourt |
| D 27 26,7 km  | Oroix ↔ Saint-Sever-de-Rustan                    | - Oroix - Tarasteix - Siarrouy - Andrest - Marsac - Tostat - Escondeaux - Lescurry - Peyrun - Mansan - Saint-Sever-de-Rustan |
| D 28 61,1 km  | Montgaillard ↔ Thermes-Magnoac                   | - Montgaillard - Vielle-Adour - Hitte - Luc - Oléac-Dessus - Poumarous - Tournay - Burg - Montastruc - Galan - Recurt - Caubous - Laran - Monléon-Magnoac - Villemur - Pouy - Lalanne - Thermes-Magnoac |
| D 29 10,38 km | Bagnères-de-Bigorre ↔ Beaudéan                   | - Bagnères-de-Bigorre - Lesponne - Beaudéan |
| D 30 7,42 km  | Grézian ↔ Aulon                                  | - Grézian - Ancizan - Guchen - Aulon |
| D 37 15,19 km | Montastruc ↔ Sadournin                           | - Montastruc - Bonnefont - Sentous - Puydarrieux - Sadournin |
| D 39 10,63 km | Bonnefont ↔ Fontrailles                          | - Bonnefont - Lustar - Tournous-Darré - Trie-sur-Baïse - Fontrailles |

## Exploitation

### Direction interdépartementale des routes
La Direction interdépartementale des Routes Sud-Ouest : assure l'entretien, l'exploitation et la gestion de la route nationale 21 de Lourdes à Rabastens-de-Bigorre.
ASF : assure l'entretien, l'exploitation et la gestion de l'autoroute A64

### Conseil départemental
Le conseil départemental des Hautes-Pyrénées
assure l'entretien, l'exploitation et la gestion des routes départementales du département.
Vingt cinq centres d'entretiens et d'exploitations sont répartis sur le territoire départemental.
Liste des centres :
| Pays des Coteaux - Castelnau-Magnoac ; - Trie-sur-Baïse ; - Galan ; - Tournay ; - Pouyastruc ; - Bourg-de-Bigorre ; | Pays des Nestes - Vignec ; - Camors ; - Arreau ; - La Barthe-de-Neste ; - Bulan ; - Capvern ; - Saint-Laurent-de-Neste ; - Loures-Barousse ; | Pays du Val d'Adour - Maubourguet ; - Vic-en-Bigorre ; | Pays de Tarbes et de la Haute Bigorre - Tarbes ; - Bagnères-de-Bigorre ; - Sainte Marie de Campan ; | Pays des Vallées des Gaves - Lourdes ; - Argelès-Gazost ; - Ferrières ; - Luz-Saint-Sauveur ; - Gavarnie ; - Cauterets ; |

## Réalisations ou événements récents
Cette section a pour objet de recenser les événements marquants concernant le domaine de la Route dans le département des Hautes-Pyrénées depuis 1990. Seront ainsi citées les déclarations d’utilité publique, les débuts de travaux et les mises en service. Seuls les ouvrages les plus importants soit par leur coût soit par leur impact (déviation de bourgs) seront pris en compte. De même il est souhaitable de ne pas recenser les projets qui n’ont pas encore fait l’objet d’une utilité publique.